# NGC 3772
NGC 3772 é uma galáxia espiral barrada (SBa) localizada na direcção da constelação de Leo. Possui uma declinação de +22° 41' 26" e uma ascensão recta de 11 horas, 37 minutos e 48,4 segundos.
A galáxia NGC 3772 foi descoberta em 10 de Abril de 1785 por William Herschel.